# Seegefecht vom 19. August 1916
Helgoland (1914) – 22. September 1914 – Texel – Yarmouth – Scarborough, Hartlepool und Whitby – Cuxhaven – Doggerbank (1915) – Noordhinder Bank – Doggerbank (1916) – 29. Februar 1916 – Yarmouth und Lowestoft – Skagerrak – 19. August 1916 – Kanal (1916) – Kanal (1917) – Shetland-Inseln – Helgoland (1917) – Bergen – Seebrügge und Ostende – Tondern
Das Seegefecht vom 19. August 1916 war einer von zwei Versuchen der deutschen Hochseeflotte im Jahr 1916, Teile der britischen Grand Fleet anzugreifen und zu vernichten.

## Vorgeschichte
Nachdem die Deutschen in der Skagerrakschlacht trotz schwerer Verluste den Sieg für sich beansprucht hatten, hielt es der Befehlshaber der Hochseeflotte, Admiral Scheer, für wichtig, so schnell wie möglich einen weiteren Angriff durchzuführen, um die Moral seiner schwer angeschlagenen Flotte zu heben. Es wurde beschlossen, den Vorstoß nach dem Muster der früheren Angriffe durchzuführen, wobei die Schlachtkreuzer im Morgengrauen eine englische Stadt, in diesem Fall Sunderland, beschießen sollten. Da zu dieser Zeit nur die Schlachtkreuzer Moltke und Von der Tann einsatzfähig waren, wurden die Streitkräfte durch die Schlachtschiffe Bayern, Markgraf und Großer Kurfürst verstärkt. Der Rest der Hochseeflotte, bestehend aus 15 Schlachtschiffen, sollte 20 Seemeilen (37 km) hinter der Flotte für geschlossene Rückendeckung sorgen.

## Auftakt
Informationen über den Überfall erhielt der britische Marinegeheimdienst (Room 40) durch abgefangene und entschlüsselte Funksprüche. Admiral Jellicoe, Befehlshaber der Grand Fleet, befand sich auf Urlaub und musste daher dringend zurückgerufen werden. Nachdem Admiral Cecil Burney am Nachmittag des 18. August mit der Flotte in See gestochen war, ging Jellicoe in Dundee an Bord des leichten Kreuzers Royalist, um sich in den frühen Morgenstunden des 19. August vor dem Tay mit dem Rest der Flotte zu vereinigen. Vizeadmiral David Beatty verließ den Firth of Forth mit seinem Geschwader von sechs Schlachtkreuzern, um sich mit der Hauptflotte in den Long Forties zu treffen. Die Harwich Force, bestehend aus zwanzig Zerstörern und fünf Leichten Kreuzern unter dem Kommando von Reginald Tyrwhitt, wurde ebenso wie 25 britische U-Boote, die in geeigneten Gebieten stationiert wurden, um deutsche Schiffe abzufangen, in Stellung gebracht. Die Schlachtkreuzer befanden sich zusammen mit dem 5. Schlachtgeschwader 30 Seemeilen (56 km) vor dem Hauptverband, um nach der Hochseeflotte Ausschau zu halten. Die Briten bewegten sich dabei nach Süden. Dabei verloren sie aber den Leichten Kreuzer, Nottingham, der um 6:0 Uhr morgens von drei Torpedos von U 52 getroffen und versenkt wurde.

### Grand Fleet
Um 6:15 Uhr erhielt Jellicoe die Information, dass sich der Feind eine Stunde zuvor 200 Seemeilen (370 km) südöstlich von ihm befunden hatte. Der Verlust der Nottingham veranlasste ihn, zunächst nach Norden zu fahren, um seine anderen Schiffe nicht zu gefährden. Es waren keine Torpedospuren oder U-Boote zu sehen, so dass unklar war, ob die Ursache ein U-Boot oder eine Mine gewesen war. Erst um 9:00 Uhr morgens nahm er seinen Südostkurs wieder auf, als William Goodenough, der Befehlshaber der Leichten Kreuzer, mitteilte, dass es sich um einen U-Boot-Angriff gehandelt habe. Weitere Informationen der Admiralität deuteten darauf hin, dass die Schlachtkreuzer bis 14:00 Uhr bis auf 40 Seemeilen (74 km) an die deutsche Hauptflotte herankommen würden. Daher fuhr Jellicoe nun mit maximaler Geschwindigkeit. Die Wetterbedingungen waren gut, sodass ausreichend Zeit bestand, die Deutschen zu stellen. Um 16:00 Uhr erhielt Jellicoe die Nachricht, dass Scheer die Operation aufgegeben hatte, und fuhr ebenfalls nach Großbritannien zurück.

### Hochseeflotte
Den deutschen Streitkräften war die Position von Jellicoe bestätigt worden, nachdem ein Zeppelin die Grand Fleet gesichtet hatte. Sie war von Scheer weg nach Norden gefahren und dabei einem möglichen Minenfeld ausgewichen. Zeppelin L 13 hatte den Harwich-Verband etwa 75 Seemeilen (139 km) ostnordöstlich von Cromer gesichtet, wobei er die Kreuzer fälschlicherweise als Schlachtschiffe identifizierte. Da Scheer ein solches Ziel suchte, änderte er um 12:15 Uhr seinen Kurs ebenfalls nach Südosten und damit weg von der herannahenden britischen Flotte. Von den Zeppelinen gingen keine weiteren Meldungen über die britische Flotte ein, aber sie wurde von einem U-Boot 65 Seemeilen (120 km) nördlich von Scheer gesichtet. Die Hochseeflotte wendete um 14:35 Uhr und lief in Richtung Wilhelmshaven zurück, womit sie ihr potentielles Ziel aufgab.

## Nachwirkungen
Am 13. September fand auf der Iron Duke eine Konferenz zwischen Jellicoe und dem Chef des Marinestabes, Vizeadmiral Sir Henry Oliver, statt, um die jüngsten Ereignisse zu besprechen. Es wurde vorläufig beschlossen, dass die Durchführung von Flottenoperationen südlich von 55° 30' Nord unsicher sei, da es dort viele deutsche U-Boote und Minen gab. Die Admiralität stimmte dem zu und legte fest, dass die Grand Fleet nicht ausrücken würde, es sei denn, die deutsche Flotte versuchte eine Invasion Großbritanniens oder es bestand die große Möglichkeit, dass sie unter geeigneten Bedingungen zu einem Gefecht gezwungen werden könnte.